# Lyricibracon bicolorus
Lyricibracon bicolorus är en stekelart som beskrevs av Donald L.J. Quicke 1988. Lyricibracon bicolorus ingår i släktet Lyricibracon och familjen bracksteklar. Inga underarter finns listade i Catalogue of Life.